# Propsednura peninsularis
Propsednura peninsularis is een rechtvleugelig insect uit de familie Pyrgomorphidae. De wetenschappelijke naam van deze soort is voor het eerst geldig gepubliceerd in 1972 door Key.